# Чирано
Золотой рудник Чирано — действующий подземный золотой рудник в Западном регионе Ганы, в пределах золотого пояса Бибиани. На 90 % принадлежит расположенной в Торонто компании Kinross Gold Corporation. Правительство Ганы имеет 10 % долевого участия.

## Описание
Рудник Чирано расположен на юго-западе Ганы, примерно в 100 км к юго-западу от города Кумаси, который является вторым по величине городом Ганы.
Исследования и начальный этап разработки рудника были осуществлены в 1996 года австралийской компанией Red Back Mining NL, которая затем в апреле 2004 года перешла на листинг в Канаде. Полномасштабное производство на руднике Чирано было начато в октябре 2005 года. Затем компания Kinross Gold приобрела рудник в сентябре 2010 года в результате поглощения Red Back Mining за 7,1 миллиарда долларов США, посредством которого она также приобрела золотой рудник Тасиаст в Мавритании. Рудник включает карьеры Аквааба, Сурав, Южный Акоти, Северный Акоти, Расширенный Акоти, Пабоасе, Тано, Южный Обра, Обра, Сариеху и Мамнао, а также подземные рудники Аквааба и Пабоасе.
На комбинате Чирано руда перерабатывается несколькими способами. Производительность комбината составляет около 3,5 млн тонн в год. Переработка включает дробление, измельчение в шаровой мельнице, выщелачивание цианидом и извлечение углерода при выщелачивании.
К концу 2012 года вероятные и доказанные запасы на руднике Чирано составляли 20,271 миллиона тонн при 2,65 г / т золота на 1,722 миллиона унций с дополнительными 440 тысяч унций измеренных и выявленных ресурсов.
В 2012 году производство рудника Чирано в золотом эквиваленте составило 263 911 унций при себестоимости продажи 721 долларов США за унцию. В 2012 году показатель извлечения в среднем составил 93 %.
В 2018 году рудник Чирано завоевал награду SSIA в номинации «Корпоративная ответственность».